# Šumperk (klein district)
Správní obvod obce s rozšířenou působností Šumperk (Nederlands: Administratief district van de gemeente met uitgebreide bevoegdheid Šumperk, afgekort SO ORP Šumperk) is een van de drie administratieve districten van gemeenten met uitgebreide bevoegdheid (správní obvody rozšířené působnosti obcí) in het Tsjechische district Šumperk in de regio Olomouc. Het administratief district is in 2003 opgericht en binnen het district vallen 36 gemeenten. De steden Šumperk en Hanušovice zijn de gemeenten met bevoegd gemeentebestuur (obce s pověřeným obecním úřadem).

## Lijst van gemeente
De obce (gemeenten) in de SO ORP Šumperk. De vetgedrukte plaatsen hebben stadsrechten. De cursieve plaatsen zijn steden zonder stadsrechten (zie: vlek).
Bludov - Bohdíkov - Bohutín - Branná - Bratrušov - Bušín - Dlouhomilov - Dolní Studénky - Hanušovice - Hraběšice - Hrabišín - Chromeč - Jakubovice - Janoušov - Jindřichov - Kopřivná - Libina - Loučná nad Desnou - Malá Morava - Nový Malín - Olšany - Oskava - Petrov nad Desnou - Písařov - Rapotín - Rejchartice - Ruda nad Moravou - Sobotín - Staré Město - Sudkov - Šléglov - Šumperk - Velké Losiny - Vernířovice - Vikantice - Vikýřovice